# The Visitors (album)
The Visitors je osmi i zadnji studijski album švedskog sastava ABBA. Singlovi s albuma bili su: "One of Us", "Slipping Through My Fingers", "When All Is Said and Done", "Head Over Heels" i "The Visitors". 

## Popis pjesama
- Strana A

1. "The Visitors" – 5:47
2. "Head Over Heels" – 3:48
3. "When All Is Said and Done"  – 3:17
4. "Soldiers" – 4:41

- Strana B

1. "I Let the Music Speak" – 5:23
2. "One of Us" – 3:57
3. "Two for the Price of One" – 3:38
4. "Slipping Through My Fingers" – 3:53
5. "Like An Angel Passing Through My Room" – 3:40

## Osoblje
Abba
- Benny Andersson – sintesajzer, klavijature, vokal
- Agnetha Fältskog – vokal
- Anni-Frid Lyngstad – vokal
- Björn Ulvaeus – akustična gitara, električna gitara, mandolina, vokal

Ostali izvođači
- Ola Brunkert – bubnjevi
- Rutger Gunnarsson – bas-gitara, udaraljke
- Janne Kling – puhački instrumenti
- Per Lindvall – bubnjevi
- Åke Sundqvist – udaraljke
- Three Boys (R. Gunnarsson, B. Ulvaeus, L. Wellander) – mandolina
- Lasse Wellander – akustična i električna gitara